# بولين موراي (مغنية)
بولين موراي (بالإنجليزية: Pauline Murray)‏ هي مغنية بريطانية، ولدت في 8 مارس 1958.

## وصلات خارجية
- بولين موراي على موقع IMDb (الإنجليزية)
- بولين موراي على موقع ميوزك برينز (الإنجليزية)
- بولين موراي على موقع ديسكوغز (الإنجليزية)